# فرانک دبلکر
فرانک دبلکر داور بلژیکی متولد ۱ جون ۱۹۶۶ می‌باشد او از سال ۲۰۰۱ به جمع داوران بین‌المللی پیوست.
او در رقابت‌های جام باشگاه‌های اروپا، جام جهانی ۲۰۰۶ و جام جهانی ۲۰۱۰ قضاوت داشته‌است.